# Hesycha fasciata
Hesycha fasciata är en skalbaggsart som beskrevs av Martins och Maria Helena M. Galileo 1990. Hesycha fasciata ingår i släktet Hesycha och familjen långhorningar. Inga underarter finns listade i Catalogue of Life.